# Svenska cupen i fotboll 2003
Svenska cupen i fotboll 2003 var den 48:e upplagan av svenska cupen i fotboll. Tävlingen startade 27 mars 2003 och avslutades den 1 november 2003 med finalen, som hölls på dåvarande nationalarenan Råsunda. IF Elfsborg vann finalen 2–0 mot Assyriska FF.

## Första omgången
Det spelades 34 matcher mellan 27 mars och 18 april 2003. Det var 68 lag i den första omgången från Division 1, Division 2 och Division 3, även några lag från Division 4 och Division 5 deltog. 
| Lag 1               | Totalt    | Lag 2                |
| ------------------- | --------- | -------------------- |
| Enskede IK          | 1–3       | Valsta Syrianska IK  |
| Hamre MM            | 1–5       | Degerfors IF         |
| Nässjö FF           | 0–1 (aet) | Linköpings FF        |
| Bälinge IF          | 2–3       | BK Forward           |
| IFK Trollhättan     | 0–2       | Qviding FIF          |
| Eneby BK            | 1–2       | IFK Ölme             |
| IFK Lidingö FK      | 0–2       | Vallentuna BK        |
| Rydboholms SK       | 0–10      | IFK Värnamo          |
| IFK Mora FK         | 1–3       | Ytterhogdals IK      |
| Gagnefs IF          | 0–5       | Gestrike-Hammarby IF |
| Husqvarna FF        | 2–0       | Hjulsbro IK          |
| Bjärreds IF         | 0–8       | Myresjö IF           |
| IFK Sundsvall       | 6–2       | Robertsfors IK       |
| Smedby BoIK         | 1–4       | Kristianstads FF     |
| Snöstorp Nyhem FF   | 0–1       | Växjö BK             |
| Trönninge IF        | 1–3       | Åkarps IF            |
| Bara GIF            | 2–3 (aet) | Ljungby IF           |
| Skövde AIK          | 0–4       | FC Trollhättan       |
| Fårösund GoIK       | 2–3       | Topkapi IK           |
| Sörfors IF          | 1–2 (aet) | IFK Luleå            |
| AIK Atlas           | 0–7       | Ystads IF FF         |
| Kulladals FF        | 2–3       | IFK Hässleholm       |
| Gerdskens BK        | 1–0       | Jonsereds IF         |
| IFK Åmål            | 0–1       | Floda BoIF           |
| Älekulla IF         | 0–9       | GAIS                 |
| Hudiksvalls ABK     | 0–6       | Friska Viljor FC     |
| IFK Skövde FK       | 0–2       | Skärhamns IK         |
| Östra Ryds IF       | 3–5       | Oxelösunds IK        |
| Kolsva IF           | 2–4       | Carlstad United BK   |
| Rådhuset FC         | 0–6       | Väsby IK             |
| Hargs BK            | 0–4       | Vasalund/Essinge IF  |
| Nyköpings BIS       | 1–3       | Rynninge IK          |
| Helsingborgs Södra  | 0–1       | Höllvikens GIF       |
| Arameiska-Syrianska | 1–3       | Spårvägens FF        |

## Andra omgången
I denna omgång deltog de 34 vinnande lagen från föregående omgång samt 30 lag från Allsvenskan och Superettan. De 32 matcherna spelades mellan 29 april och 7 maj 2003. 
| Lag 1                | Totalt            | Lag 2                |
| -------------------- | ----------------- | -------------------- |
| Höllvikens GIF       | 0–4               | BK Häcken            |
| Ljungby IF           | 0–0 (aet, p. 5–4) | Ängelholms FF        |
| IFK Ölme             | 0–1               | Enköpings SK FK      |
| IFK Luleå            | 3–0               | Mjällby AIF          |
| GAIS                 | 2–1               | IK Brage             |
| Topkapi IK           | 1–6               | Gefle IF             |
| Skärhamns IK         | 2–1               | Vasalund/Essinge IF  |
| BK Forward           | 0–1 (aet)         | Helsingborgs IF      |
| Rynninge IK          | 3–0               | Västra Frölunda IF   |
| Floda BoIF           | 1–9               | Örgryte IS           |
| IFK Sundsvall        | 0–7               | Assyriska FF         |
| Spårvägens FF        | 1–2               | Halmstads BK         |
| Vallentuna BK        | 1–2               | Örebro SK            |
| Valsta Syrianska IK  | 1–2               | Kalmar FF            |
| Kristianstads FF     | 0–1               | IFK Norrköping       |
| Qviding FIF          | 2–0               | Landskrona BoIS      |
| Åkarps IF            | 1–8               | Östers IF            |
| Gestrike-Hammarby IF | 2–3 (aet)         | IF Brommapojkarna    |
| FC Trollhättan       | 0–0 (aet, p. 3–5) | FC Café Opera United |
| Ytterhogdals IK      | 0–5               | Hammarby IF          |
| Ystads IF FF         | 0–6               | GIF Sundsvall        |
| Friska Viljor FC     | 0–1               | IFK Göteborg         |
| Gerdskens BK         | 0–4               | IF Elfsborg          |
| IFK Värnamo          | 1–2               | Västerås SK FK       |
| Myresjö IF           | 3–1               | IF Sylvia            |
| Husqvarna FF         | 1–2 (aet)         | Malmö FF             |
| Linköpings FF        | 1–2 (aet)         | Degerfors IF         |
| Växjö BK             | 4–5 (aet)         | IFK Malmö FK         |
| IFK Hässleholm       | 1–2               | Trelleborgs FF       |
| Oxelösunds IK        | 0–7               | Djurgårdens IF       |
| Väsby IK             | 4–1               | Åtvidabergs FF       |
| Carlstad United BK   | 1–4               | AIK                  |

## Tredje omgången
De 16 matcherna i denna omgång spelades mellan 20 maj och 5 juni 2003. 
| Lag 1           | Totalt    | Lag 2                |
| --------------- | --------- | -------------------- |
| Ljungby IF      | 1–5       | IF Elfsborg          |
| Rynninge IK     | 1–2       | Skärhamns IK         |
| Örgryte IS      | 3–0       | Helsingborgs IF      |
| GAIS            | 2–3       | Kalmar FF            |
| Väsby IK        | 3–0       | FC Café Opera United |
| Östers IF       | 3–1       | Västerås SK FK       |
| Degerfors IF    | 1–2 (aet) | Örebro SK            |
| AIK             | 2–0       | BK Häcken            |
| Qviding FIF     | 1–3       | Trelleborgs FF       |
| IFK Luleå       | 0–4       | Malmö FF             |
| Myresjö IF      | 0–1       | Assyriska FF         |
| Gefle IF        | 0–6       | Djurgårdens IF       |
| IFK Norrköping  | 1–0       | IF Brommapojkarna    |
| IFK Göteborg    | 3–2       | IFK Malmö FK         |
| GIF Sundsvall   | 2–1 (aet) | Hammarby IF          |
| Enköpings SK FK | 1–2 (aet) | Halmstads BK         |

## Fjärde omgången
De 8 matcherna i denna omgång spelades mellan 18 juni och 7 augusti 2003. 
| Lag 1          | Totalt    | Lag 2          |
| -------------- | --------- | -------------- |
| Väsby IK       | 1–0       | GIF Sundsvall  |
| Trelleborgs FF | 3–1       | Kalmar FF      |
| AIK            | 3–0       | Östers IF      |
| IFK Göteborg   | 2–0       | IFK Norrköping |
| Skärhamns IK   | 2–4       | IF Elfsborg    |
| Malmö FF       | 0–4       | Djurgårdens IF |
| Örebro SK      | 2–3 (aet) | Assyriska FF   |
| Halmstads BK   | 2–1       | Örgryte IS     |

## Kvartsfinaler
De fyra matcherna i denna omgång spelades mellan 7 augusti och 2 oktober 2003. 
| Lag 1          | Totalt    | Lag 2          |
| -------------- | --------- | -------------- |
| Väsby IK       | 1–4       | IF Elfsborg    |
| Assyriska FF   | 4–1       | IFK Göteborg   |
| Halmstads BK   | 2–1       | Trelleborgs FF |
| Djurgårdens IF | 2–1 (aet) | AIK            |

## Semifinaler
Semifinalerna spelades 25 september och 16 oktober 2003. 
| Lag 1          | Totalt | Lag 2        |
| -------------- | ------ | ------------ |
| Halmstads BK   | 0–4    | IF Elfsborg  |
| Djurgårdens IF | 0–4    | Assyriska FF |

## Final
Finalen spelades den 1 november 2003 på Råsunda. 
| Lag 1       | Totalt | Lag 2        |
| ----------- | ------ | ------------ |
| IF Elfsborg | 2–0    | Assyriska FF |

## Fotnoter
1. ↑  ”Spelprogram - Svenska Cupen, Herrar herrar - Resultat tidigare år - 2003 - Svenskfotboll.se”. https://svenskfotboll.se/cuper/svenska-cupen-herrar/resultat-tidigare-ar/2003/. Läst 13 oktober 2011.
2. ↑  ”Svenska Cupen Herr - Omgång 1 – Fotbollsserier 2003 – Fotboll – everysport.com”. http://www.everysport.com/sport/fotboll/fotbollsserier-2003/svenska-cupen-herr/omgng-1/6771. Läst 13 oktober 2011.
3. ↑  ”Svenska Cupen Herr - Omgång 2 – Fotbollsserier 2003 – Fotboll – everysport.com”. http://www.everysport.com/sport/fotboll/fotbollsserier-2003/svenska-cupen-herr/omgng-2/7088. Läst 13 oktober 2011.
4. ↑  ”Svenska Cupen herrar - Resultat tidigare år - 2003 - Svenskfotboll.se”. https://svenskfotboll.se/cuper/svenska-cupen-herrar/resultat-tidigare-ar/2003/. Läst 13 oktober 2011.
5. ↑  ”Sweden Cup 2003 - rsssf.com”. RSSF. http://www.rsssf.com/tablesz/zwedcup03.html. Läst 13 oktober 2011.
6. ↑  ”Svenska Cupen Herr - Omgång 3 – Fotbollsserier 2003 – Fotboll – everysport.com”. http://www.everysport.com/sport/fotboll/fotbollsserier-2003/svenska-cupen-herr/omgng-3/7104. Läst 13 oktober 2011.